# Lucas Medina
Lucas Medina Cristancho (Bogotá, Colombia; 4 de agosto de 2003) es un piloto de automovilismo colombiano. Actualmente compite en el Campeonato de Fórmula Regional Europea con el equipo frances Saintéloc Racing.
En 2019, fue reconocido por la Federación Internacional del Automóvil como el mejor piloto junior de América.

## Carrera

### Inicios
Medina iniciaría en el karting en 2011 en la categoría DPK, logrando 2 campeonatos, el de 2012 y 2013. En el año 2012, debutó en el campeonato Rotax Max Winter Cup donde obtuvo una victoria y un tercer puesto.
En 2017, Medina ocupó el 4.º lugar en el sur americano, este en la Rotax Max challenge. En 2018, último año en el Karting se coronó Campeón Panamericano en la Rok cup Colombia en la categoría Shifter Rok dejando una buena participación en el Rok final´s

### Automovilismo
A los 12 años ingreso al Automovilismo en la categoría Camper Cross, obteniendo el subcampeonato en su primera edición. En el año 2018 logró el título de campeón en la categoría Monomarca, también fue campeón en la categoría Camper Cross, campeón en la categoría Legends Stock Challenge, campeón de las 6 Horas de Bogotá, en la categoría Prototipos Caterham.

### Fórmula 4

#### 2021

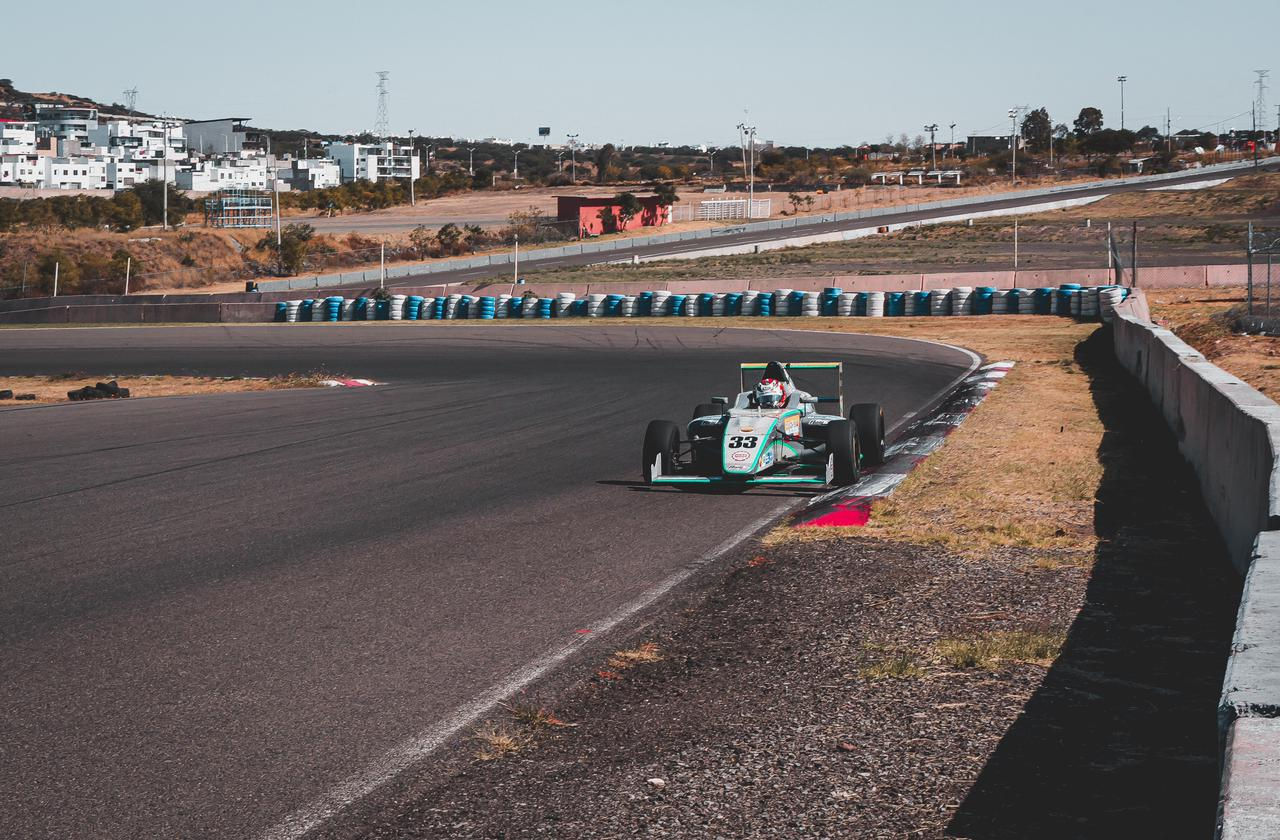
Medina en el Autódromo de Querétaro. 2021.

En 2021, Medina en el Campeonato NACAM de Fórmula 4, con el equipo Ram Racing, donde a pesar de que la temporada no contara puntos, lograría 2 victorias y 7 podios en la temporada, logrando un simbólico segundo lugar, esto por detrás del estadounisnes Kory Enders.

#### 2022
En 2022, Medina sería confirmado para disputar la última ronda del Campeonato NACAM de Fórmula 4, la cual era el soporte del Gran Premio de la Ciudad de México de 2022, en esta lograría una pole, pero este no podría consumarla en una victoria o en un podio.

### Fórmula Regional
A finales de 2022, Medina realizó pruebas con Monolite Racing en el Red Bull Ring y Barcelona-Cataluña, logrando un tiempo de 1m28.299s en Austria y un 1m43.956s en Barcelona.
Meses después, Medina sería confirmado por el equipo francés Saintéloc Racing para competir en el Campeonato de Fórmula Regional Europea de 2023.

## Resumen de carrera
| Temporada | Categoría                               | Equipo           | Carreras | Victorias | Poles | VR | Podios | Puntos | Pos. |
| --------- | --------------------------------------- | ---------------- | -------- | --------- | ----- | -- | ------ | ------ | ---- |
| 2017      | Camper Cross                            | N/A              | ?        | ?         | ?     | ?  | ?      | ?      | 2.º  |
| 2018      | Monomarca                               | Mega Service car | 7        | 4         | 5     | 5  | 6      | ?      | 1.º  |
| 2018      | Camper Cross                            | Mega Service car | 1        | 1         | 1     | 1  | 1      | ?      | 1.º  |
| 2018      | Legends Stock Challenge                 | Mega Service car | 4        | 3         | 4     | 4  | 4      | ?      | 1.º  |
| 2018      | 6 Horas de Bogotá - Prototipos Caterham | Mega Service car | 1        | 1         | 1     | 1  | 1      | ?      | 1.º  |
| 2019      | TC 2000                                 | Mega Service car | 7        | 2         | 1     | 2  | 3      | ?      | 3.º  |
| 2020      | TC 2000                                 | N/A              | ?        | ?         | ?     | ?  | ?      | ?      | ?    |
| 2021      | TC 2000                                 | N/A              | ?        | ?         | ?     | ?  | ?      | ?      | ?    |
| 2021      | Campeonato NACAM de Fórmula 4           | Ram Racing       | 10       | 2         | 1     | 2  | 7      | 0      | NC   |
| 2022      | Italian Prototype Championship          | Bad Wolves       | 4        | 0         | 0     | 1  | 0      | 0      | 13.º |
| 2022      | Campeonato NACAM de Fórmula 4           | Ram Racing       | 2        | 0         | 1     | 0  | 0      | 10     | 17.º |
| 2023      | Campeonato de Fórmula Regional Europea  | Saintéloc Racing | 12       | 0         | 0     | 0  | 0      | 0      | 35.º |
| Fuente:   |                                         |                  |          |           |       |    |        |        |      |

## Resultados

### Campeonato NACAM de Fórmula 4
(Clave) (negrita indica pole position) (cursiva indica vuelta rápida)

| Año  | Equipo     | 1   | 1   | 1   | 2   | 2   | 2   | 3   | 3   | 3   | 4   | Pos. | Puntos |
| ---- | ---------- | --- | --- | --- | --- | --- | --- | --- | --- | --- | --- | ---- | ------ |
| 2021 | Ram Racing | MRS | MRS | MRS | MRS | MRS | MRS | PUE | PUE | PUE | AHR | NC   | 0      |
| 2021 | Ram Racing | 1   | 2   | 2   | ?   | 4   | 1   | 5   | 2   | 2   | 2   | NC   | 0      |

| Año  | Equipo     | 1   | 1   | 1   | 2   | 2   | 2   | 3   | 3   | 3   | 4   | 4   | 4   | 5   | 5   | 5   | 6   | 6   |     | 7   | 7   | 7    | Pos. | Puntos |
| ---- | ---------- | --- | --- | --- | --- | --- | --- | --- | --- | --- | --- | --- | --- | --- | --- | --- | --- | --- | --- | --- | --- | ---- | ---- | ------ |
| 2022 | Ram Racing | QUE | QUE | QUE | AHR | AHR | AHR | PUE | PUE | PUE | AHR | AHR | AHR | AHR | AHR | AHR | AHR | AHR | AHR | AHR | AHR | 17.º | 10   |        |
| 2022 | Ram Racing |     |     |     |     |     |     |     |     |     |     |     |     |     |     |     | 5   | Ret |     |     |     | 17.º | 10   |        |

### Campeonato de Fórmula Regional Europea
(Clave) (negrita indica pole position) (cursiva indica vuelta rápida)

| Año   | Equipo           | 1   | 1   | 2   | 2   | 3   | 3   | 4   | 4   | 5   | 5   | 6   | 6   | 7   | 7   | 8   | 8   | 9   | 9   | 10  | 10  | Pos.  | Puntos |
| ----- | ---------------- | --- | --- | --- | --- | --- | --- | --- | --- | --- | --- | --- | --- | --- | --- | --- | --- | --- | --- | --- | --- | ----- | ------ |
| 2023* | Saintéloc Racing | IMO | IMO | BAR | BAR | BUD | BUD | SPA | SPA | MUG | MUG | LEC | LEC | SPI | SPI | MNZ | MNZ | ZAN | ZAN | HOC | HOC | 33.º* | 0*     |
| 2023* | Saintéloc Racing | 27  | 18  | 28  | Ret | Ret | Ret | 27  | Ret | 26  | 19  | 30  | 23  |     |     |     |     |     |     |     |     | 33.º* | 0*     |

- * Temporada en progreso.